# Carmen Crespo
María del Carmen Crespo Díaz (ur. 8 grudnia 1966 w Adrze) – hiszpańska polityk i działaczka samorządowa, posłanka do parlamentu Andaluzji, w latach 2019–2024 minister w rządzie tej wspólnoty autonomicznej, deputowana do Parlamentu Europejskiego X kadencji.

## Życiorys
Absolwentka bibliotekoznawstwa i nauki o dokumentacji. W 1990 wstąpiła do Partii Ludowej. Zawodowo związana z administracją lokalną i regionalną. Była wiceprzewodniczącą Diputación Provincial de Almería, kolegialnego organu zarządzającego prowincją. W latach 1998–2011 sprawowała mandat posłanki do regionalnego parlamentu. Od 2003 do 2011 pełniła funkcję alkada Adry. W latach 2011–2015 kierowała delegaturą hiszpańskiego rządu w Andaluzji.
W 2015 powróciła do wspólnotowego parlamentu, uzyskiwała reelekcję na kolejne kadencje. W 2016 objęła funkcję rzeczniczki frakcji deputowanych PP. Od stycznia 2019 była członkinią andaluzyjskich rządów, na czele których stawał Juan Manuel Moreno; odpowiadała w nich m.in. za rolnictwo. Ustąpiła w maju 2024 w związku z kandydowaniem w wyborach europejskich.
W wyborach w 2024 została wybrana w skład Parlamentu Europejskiego X kadencji.